# Poecilotheria metallica
La tarántula pavo real  (Poecilotheria metallica) es una especie de tarántula. Refleja un color azul metálico brillante. Como otros en su género  exhibe un intrincado patrón similar a un fractal en el abdomen. El hábitat natural de la especie es el bosque caducifolio  en Andhra Pradesh, en el centro sur de India.

## Distribución
P. metallica se encuentra sólo en una área pequeña de menos de 100 km², un bosque protegido que sin embargo se encuentra altamente perturbado. Muestreos de los bosques próximos no han observado a esta especie. El espécimen tipo fue descubierto en un patio ferrocarril de madera(?) en Gooty aproximadamente 100 km al suroeste desde sus lugares conocidos, pero se cree que llegó transportado allí en tren.

## Comportamiento
P. metallica tiene comportamientos paralelos con muchos arañas arbóreas. En la naturaleza, P. metallica vive en agujeros de árboles altos donde  hacen telarañas asimétricas de embudo. Su presa primaria consta de varios insectos. Ha sido observado que las arañas de este género puede vivir comunalmente cuando el territorio, i.e. número de agujeros por árbol, está limitado.
Esta especie es deseada por muchos entusiastas coleccionistas de tarántulas, con adultos a veces tasados por encima de 500 dólares en los Estados Unidos. Son arañas relativamente fuertes que crecen rápidas y generalmente se alimentan de grillos.

## Veneno
Nunca ha habido una muerte humana registrada de su mordedura; sin embargo, está considerado que esta especie tiene una mordedura que puede acarrear consecuencias médicas significativas, con un veneno que puede causar un intenso dolor, a juzgar por la experiencia de los mordidos por otras arañas de este género.

## Coloración
Los colores vívidos de la araña están producidas por nanoestructuras. Los colores estructurales son usualmente altamente iridiscentes, cambiando de color cuando son vistos desde diferentes ángulos (un efecto que se puede observar también en pavos reales y mariposas). Algunas especies de tarántulas azules tienen pelos con una "estructura especial similar a una flor" que ha sido hipotetizado como reductor de la iridiscencia, un efecto que está siendo usado para desarrollar nuevos materiales.

## Conservación
P. metallica está clasificada como especie en peligro crítico de extinción por la IUCN debido a que se acumula vivir en una única área muy pequeña con el factor de un hábitat que se degrada rápidamente. Las principales amenazas para la supervivencia de la especie son la degradación del hábitat debido a la tala y la recolección de leña. Otra amenaza identificada por los evaluadores de la UICN es la recolección de muestras para el comercio de mascotas. El tamaño de la población es desconocido, pero la combinación de su pequeño rango natural y las amenazas en esa zona indica una tendencia decreciente de la población.

## Taxonomia
El primer ejemplar de esta araña conocido por la ciencia fue enviado al Museo Británico en 1898 por H.R.P. Carter, quien lo recibió del ingeniero jefe H.C. West del Ferrocarril de Madrás . Este ejemplar, un individuo hembra, fue descubierto por West cerca de la ciudad india de Gooty, concretamente en su bungalow en la línea noroeste del ferrocarril. Sería estudiado al año siguiente, cuando el zoólogo británico Reginald Innes Pocock determinó por su distintiva coloración, que representaba una especie desconocida para la ciencia en aquel entonces, y le dio a esta especie el nombre de Poecilotheria metallica . 

## Descripción
Poecilotheria metallica tiene una coloración corporal geométrica intrincada similar a la de otras especies de Poecilotheria, pero es la única especie del género que está cubierta de pelo azul. Cuando es joven, P. Metallica es menos cromática; la coloración se torna azul al madurar. Este azul es mucho menos prominente en los machos maduros. Los machos también tienen cuerpos más delgados, y sus patas son más largas. El rasgo distintivo de un macho maduro es la aparición de émbolos al final de sus pedipalpos tras su "muda de maduración".  Las hembras pueden identificarse mediante confirmaciones en la muda antes de la madurez. En su tamaño adulto, la envergadura de las patas de P. metallica es de 15–20 centímetros (6–8 in) . 

## Longevidad
Las hembras suelen vivir entre 11 a 12 años o, en raras ocasiones, hasta los 15 años. Los machos viven entre 3 y 4 años. 

## Nombres comunes
P. metallica también es conocida como araña ornamental de árbol Gooty zafiro, zafiro Gooty y tarántula Gooty. Otros nombres comunes son tarántula metálica, araña paracaídas, pavo real o tarántula pavo real. 

## Como mascotas
P. metallica se ha criado en cautiverio durante más de diez años  y es popular entre los aficionados a las tarántulas, tiene una alta demanda debido a su atractiva coloración. Su precio en Estados Unidos supera los 500 dólares, pero como cría suele costar entre 100 y 200 dólares.  Como ocurre con la mayoría de las tarántulas, el sexo de la araña puede influir en su precio; las hembras suelen ser más caras debido a su mayor longevidad. Los miembros de la especie son arañas resistentes, de crecimiento relativamente rápido y generalmente se alimentan de grillos, pero también pueden comer polillas, saltamontes y cucarachas.  La P. metallica mide entre 15,2 y 20,3 cm en su tamaño adulto. en cautiverio, prefiere ambientes húmedos con temperaturas entre 18 y 24 grados Celsius (64,4 y 75,2 °F). Prefiere un nivel de humedad de entre 75 a 85 %.